# Нашвилл (Индиана)
Нашвилл (англ. Nashville) — город и административный центр округа Браун в штате Индиана в Соединённых Штатах Америки.
Согласно данным переписи населения США 2020 года число жителей города 
составляло 1256 человек, что, для такого небольшого населённого пункта, существенно больше, чем было во время предыдущей переписи проводившейся в 2010 году (803 человека).

## История
Основанное в 1836 году окружным агентом Баннером К. Брамметом, поселение сначала называлось Джексонбург.
Первое здание суда в Нэшвилле было построено в 1837 году, и в том же году была построена тюрьма. К 1840 году население района выросло до 2364 человек. Нашвилл официально получил статус города в 1872 году.
Несколько архитектурных объектов города включены в Национальный реестр исторических мест США.

## География
Нашвилл является единственным инкорпорированным городом округа Браун.
Согласно данным Бюро переписи населения США, общая площадь Нэшвилла составляет 1,01 квадратных мили (2,62 км2), вся эта территория приходится на сушу.

## Климат
Климат в этой области характеризуется жарким влажным летом и, как правило, мягкой или прохладной зимой. Согласно системе классификации климата Кёппена, в Нэшвилле влажный субтропический климат, на климатических картах обозначаемый аббревиатурой «Cfa».